# اداکیکره
اداکیکره (به انگلیسی: Adakekere) در هند است که در کارناتاکا واقع شده‌است.